# 黄家培
黄家培（1957年1月—），贵州大方人，男，彝族。1974年8月参加工作，1977年2月加入中国共产党。
曾任贵州省大方县委副书记、县长，毕节县委副书记、县长，县级毕节市委副书记、市长，毕节市委书记，毕节地区行署副专员。
2003年6月，任毕节地委副书记，行署专员。2006年10月，任贵州省农业厅厅长、党组书记。2008年7月，改任贵州省黔南州委书记。2013年3月，任贵州省政府党组成员、省委农村工作委员会书记。2014年3月，任贵州省政府党组成员、省委农村工作委员会书记、省水利厅厅长、党组书记。2016年3月，任贵州省副省长、党组成员。2017年1月，在贵州省政协十一届五次会议上，当选贵州省政协副主席。2018年1月，当选第十三届全国政协委员。